# David Kolb
David Kolb (Moline, 12 dicembre 1939) è un educatore e pedagogista statunitense, che ha sviluppato le sue pubblicazioni e i suoi studi su varie tematiche quali l'apprendimento esperienziale, il cambiamento individuale e sociale, lo sviluppo di carriera e la formazione professionale.

## Biografia
David Kolb è nato nel 1939 e cresciuto nei sobborghi di New York City. Intraprende i suoi studi e consegue la laurea in lettere presso il Knox College nel 1961. Successivamente consegue MA (master) e Ph.D. (dottorato di cerca) alla Harvard University rispettivamente nel 1964 e nel 1967 in filosofia.
Egli è fondatore e presidente di Experience Based Systems Learning, Inc. (EBL), e attualmente è professore di Comportamento Organizzativo nella Weatherhead School of Management, Case Western Reserve University, Cleveland, Ohio.
I suoi interessi e pubblicazioni si focalizzano sulla formazione esperienziale, il cambiamento individuale e sociale, lo sviluppo delle risorse umane in genere nelle organizzazioni. Si dedica alla conoscenza della natura della persona, e all'accrescimento della carriera nella sua globalità.
Il suo sito personale contiene un blog.

## Le basi teoriche dell'Experiential Learning di Kolb
David Kolb è uno dei primi autori che, raccogliendo le teorie a lui precedenti, cerca di dare i presupposti esistenziali e strutturali all'intera teoria dell'apprendimento esperienziale. Nella teoria dell'Experiential Learning, Kolb fa riferimento soprattutto agli studi di John Dewey, Jean Piaget e Kurt Lewin, conferendo all'esperienza concreta e all'osservazione riflessiva il ruolo centrale nel processo di apprendimento.
Di Dewey, Kolb condivide l'approccio progressista dell'educazione, in cui il concetto di esperienza viene inteso come fattore significativo dell'educazione: in un tempo in cui l'educazione era sinonimo di saperi impartiti dagli insegnanti, di lezioni da imparare a memoria, di acquisizione di abilità che non portavano ad obiettivi significativi per lo studente, Dewey sviluppa un suo modello educativo fondato sull'esperienza concreta, l'interazione in gruppo e la riflessione sugli argomenti trattati. L'apprendimento esperienziale è un processo in cui la conoscenza avviene attraverso l'osservazione e la trasformazione dell'esperienza e non attraverso la passiva acquisizione di nozioni, concetti e relazioni. Secondo Dewey è la motivazione (l'impulso) a dare via al processo conoscitivo. Alla fine del processo il giudizio finale sull'esperienza produce uno scopo e costituisce basi per una nuova esperienza. Vengono valorizzate l'individualità e la libera attività: l'apprendimento si costruisce con l'esperienza e la scoperta. Lo schema di Dewey "esperienza-riflessione-apprendimento" viene ripreso da Kolb che evidenzia come nell'Experiential Learning il punto d'incontro tra sviluppo personale ed educazione sia fondamentale. Secondo Piaget la conoscenza non deriva dalla percezione bensì dall'azione: gli schemi d'azione presenti alla nascita si modificano con l'esperienza. La conoscenza viene costruita interagendo con l'ambiente: la costruzione dell'intelligenza può essere vista come un processo di adattamento che avviene attraverso i processi di assimilazione ed accomodamento. Gli eventi e le esperienze vengono assimilati mentalmente sotto forma di immagini e di concetti che vengono, in seguito, adattati ad altre esperienze ed eventi. L'assimilazione e l'adattamento consentono un'interazione costante tra l'ambiente esterno e le rappresentazioni mentali.
Da Piaget Kolb ricava la definizione di apprendimento come processo: l'individuo si forma attraverso il processo di scoperta del sapere e non soltanto attraverso il suo contenuto, è quindi fondamentale il percorso con cui si giunge a una conoscenza e non solo il risultato a cui si giunge. Le idee non sono fisse ma formate e riformate attraverso l'esperienza, nella quale si radica il processo di apprendimento. Secondo Kolb ogni apprendere è un riapprendere: tutti abbiamo delle idee e delle aspettative su di un contenuto. Ciò modifica il ruolo del discente, non più considerato come una tabula rasa, e la funzione dell'educatore che non dovrà più fissare nuove idee nell'allievo ma modificare quelle vecchie.
Di Kurt Lewin, Kolb valorizza "l'approccio esperienziale in gruppo". Secondo Lewin vi è un rapporto tra dinamica di gruppo e approccio esperienziale. Lewin vede il gruppo come un'unità, una totalità, una realtà dinamica: in cui l'azione di una singola persona modifica il gruppo stesso e le azioni del gruppo vengono modificate sia dalle azioni che dalle reazioni degli altri (interdipendenza) ma nonostante la sua dinamicità il gruppo tenderà sempre all'equilibrio tra forze che tendono alla disgregazione. Per Lewin è molto importante l'integrazione tra teoria e pratica, integrazione che viene facilitata nel gruppo: in quanto dalla riflessione tra il vissuto del gruppo e la teoria potrebbero emergere nuovi apprendimenti. In Lewin la concreta esperienza si oppone alla formulazione di concetti astratti come all'osservazione riflessiva si oppone l'azione.

## Il ciclo di Kolb
È sul Learning cycle di Lewin che Kolb fonda principalmente la sua teoria. L'apprendimento secondo Kolb è circolare. Da ciò ne deriva il suo learning cycle, il quale non solo delinea le fasi dell'apprendimento esperienziale ma offre anche un modello di pratica formativa. Esso si articola in 4 fasi sequenziali:
- esperienza concreta (concrete experience - CE)
- osservazione riflessiva (reflective observation - RO)
- concettualizzazione astratta (abstract conceptualization - AC)
- sperimentazione attiva (active sperimentation - AS)

Ognuna di queste quattro fasi identifica un diverso stile di apprendimento:
- stile adattivo/accomodante
- stile divergente
- stile convergente
- stile assimilativo

### Le quattro fasi dell'apprendimento
Kolb parla di esperienza concreta intesa come il momento nel quale il soggetto è immerso nel fare, nella sperimentazione e discussione di un evento. Chi apprende è personalmente coinvolto ed è influenzato dalle proprie percezioni e reazioni all'esperienza stessa. L'esperienza produce infatti sensazioni e comportamenti sui quali il soggetto avvia un'azione di riflessione e di osservazione (osservazione riflessiva) vagliando il problema da molteplici punti di vista e acquisendo consapevolezza dell'esperienza vissuta. La comprensione degli eventi e l'interpretazione avvenuta attraverso l'osservazione riflessiva, porta il soggetto a concettualizzare delle relazioni di funzionamento ed elaborare concetti che integrano le osservazioni in teorie di riferimento (concettualizzazione astratta).
Intenzionalità e consapevolezza si configurano come elementi fondamentali nella fase successiva (sperimentazione attiva) in cui teorie e concetti vengono testati attraverso l'azione.
Quest'ultima fase genera a sua volta una nuova esperienza in quanto le conoscenze così acquisite possono produrre nuovi modi di fare e di pensare.

### Gli stili dell'apprendimento
David Kolb sostiene che le persone, nel corso della loro vita, possono sviluppare 4 stili di apprendimento di base. Difficile è pensare che un soggetto possa possederli completamente tutti e quattro. Per questo motivo Kolb afferma che le persone possono sviluppare una propensione maggiore verso l'esperienza concreta, oppure, l'osservazione riflessiva, o concettualizzazione astratta o, infine, la sperimentazione attiva.
Lo stile divergente (diverger) è tipico delle persone che apprendono attraverso l'osservazione e l'accurata meditazione sulla realtà circostante. Questo stile porta all'acquisizione di competenze anche attraverso l'esperienza.
Questo modello permette di mettere in luce gli eventi analizzando varie sfaccettature perché le persone sono particolarmente abili nell'immaginazione. Il punto di forza è la capacità di cooperare, collaborare con gli altri e di instaurare rapporti affettivi. Il brainstorming, definito come una tecnica che permette di rispondere a determinati problemi tramite soluzioni creative, valorizza questo modello di apprendimento.
Quando, invece, si parla di stile assimilativo (assimilator) ci si riferisce all'apprendimento di una persona che teorizza ragionamenti induttivi e si focalizza maggiormente sui modelli teorici rispetto a quelli pratici.
Lo stile di apprendimento che si sofferma sull'applicazione pratica dei vari concetti è quello convergente (converger).
Le persone sono portate ad attuare ragionamenti di tipo ipotetico deduttivo e determinate problematiche. Si lavora per obiettivi pratici senza lasciarsi influenzare dalle emozioni.
Tale modello trova la sua massima esplicazione nelle attività di problem solving e nel decision marking.
La persona che si rivede nello stile adattivo/accomodativo (accomodator) è orientata a risolvere i problemi in modo intuitivo e immediato. È focalizzata sullo “sperimentare attivamente ” le cose rispetto al “teorizzare” idee assumendosi gli eventuali rischi.

### Le modalità di afferrare e trasformare l'esperienza
La teoria dell'Experiential Learning definisce l'apprendimento come un processo per cui la conoscenza è creata attraverso la trasformazione dell'esperienza. La conoscenza risulta dalla combinazione di afferrare e trasformare l'esperienza.
Il modello ritrae due modalità dialetticamente correlate di afferrare l'esperienza (esperienza concreta e concettualizzazione astratta) e due modalità di trasformare l'esperienza (osservazione riflessiva e  sperimentazione attiva).
L'esperienza concreta si rifà alla conoscenza derivante dall'esperienza pratica. Kolb parla di apprehension in riferimento alla presa di possesso dell'esperienza attraverso l'esperienza del concreto, tangibile, basata sui sensi. Si tratta di una conoscenza opposta a quella derivante dalla concettualizzazione astratta. In questo caso Kolb parla di comprehension, correlata a un'attitudine di chi apprende nuove informazioni attraverso la rappresentazione simbolica.
L'osservazione riflessiva rimanda a un'interiorizzazione da parte di chi apprende dall'osservazione vissuta la quale, arricchita di riflessione, può conferire ulteriore valore formativo. Vi è quindi intension, cioè la volontà da parte di chi apprende di conferire tale valore aggiunto. Non può essere definita formativa un'esperienza alla quale non è seguita questo tipo di riflessione.
Infine, la sperimentazione attiva trasforma le teorie della concettualizzazione astratta in azioni per la risoluzione di situazioni problematiche. Si tratta perciò di un'esternalizzazione di concetti astratti. In questo caso Kolb parla di estension.
L'osservazione riflessiva è la fase che solitamente viene prediletta da chi apprende attraverso l'osservazione e la riflessione sulle proprie ed altrui azioni. Chi predilige invece la messa in atto di azioni favorisce la sperimentazione attiva.

## Opere principali
- The Critique of Pure Modernity: Hegel, Heidegger and After, University of Chicago Press (a comparison of Hegel and Heidegger and their views on modernity);
- La critica della modernità pura: Hegel, Heidegger e dopo, University of Chicago Press (un confronto tra Hegel e Heidegger e il loro parere sulla modernità). Pubblicato nell'Agosto del 1991.
- Postmodern Sophistications, University of Chicago Press (a discussion of the role of tradition in philosophy and architecture).
- Sofisticazioni postmoderne, University of Chicago Press (una discussione sul ruolo della tradizione nella filosofia e architettura). Pubblicato nell'Aprile del 1990.